# 48 ore (serie televisiva)
48 ore è una serie televisiva prodotta in Italia nel 2006 da Mediaset. La prima puntata fu trasmessa il 2 maggio 2006 in prima serata su Canale 5, raccolse pessimi risultati di ascolto e venne perciò spostata in seconda serata su Italia 1 dall'estate successiva. La serie è stata girata a Genova dal marzo al luglio 2005.

## Trama
La serie racconta le vicende di un gruppo di poliziotti della Questura di Genova che appartengono alla Sezione Catturandi. La Sezione Catturandi ha il compito di catturare i latitanti.
48 ore rappresentano il tempo limite oltre il quale un latitante ha buone probabilità di far perdere le proprie tracce. Per operare in un lasso di tempo così breve servono agenti validi e dalle competenze diversificate.

## Episodi
| Stagione       | Episodi | Prima TV |
| -------------- | ------- | -------- |
| Prima stagione | 12      | 2006     |

## Spostamento e chiusura
La prima puntata, composta da due episodi, è andata in onda il 2 maggio 2006 in prima serata ottenendo pessimi ascolti. La settimana successiva la seconda puntata è stata così spostata nella serata del lunedì, ma anche nella nuova collocazione 48 Ore ha ottenuto pessimi risultati, venendo infine collocata nella seconda serata di Italia 1 a partire da lunedì 24 luglio 2006 per le quattro puntate rimanenti. In un'intervista a Le Iene del 22 maggio 2006, i protagonisti Claudio Amendola e Claudia Gerini attribuirono i bassi ascolti della serie all'originalità del format, asserendo che altre fiction di Canale 5 con storie più note e più esose si sono rivelate anch'esse dei clamorosi insuccessi (a parte alcune tra cui Distretto di polizia).
Il riferimento è al fatto che la miniserie sul Papa Giovanni Paolo II Karol - Un papa rimasto uomo, andata in onda quasi una settimana dopo su Canale 5 nella stessa collocazione oraria di 48 Ore, ha ottenuto risultati auditel anch'essi inferiori alle aspettative, rispetto alle previsioni di Publitalia: nonostante ciò, la fiction con Piotr Adamczyk, inizialmente programmata per i primi di aprile, a causa del concomitante confronto tra i due candidati premier in vista delle successive elezioni, all'ultimo minuto fu spostata a inizio maggio e dovette scontrarsi con la finale di Coppa Italia.